# Дескансу
Дескансу (порт. Descanso)  —  муниципалитет в Бразилии, входит в штат Санта-Катарина. Составная часть мезорегиона Запад штата Санта-Катарина. Входит в экономико-статистический  микрорегион Сан-Мигел-ду-Уэсти. Население составляет 8016 человек на 2006 год. Занимает площадь 285,571 км². Плотность населения — 28,1 чел./км².

## История
Город основан 12 сентября 1956 года.

## Статистика
- Валовой внутренний продукт на 2003 составляет 80.252.552,00 реалов (данные: Бразильский институт географии и статистики).
- Валовой внутренний продукт на душу населения на 2003 составляет 9.412,69 реалов (данные: Бразильский институт географии и статистики).
- Индекс развития человеческого потенциала на 2000 составляет 0,796 (данные: Программа развития ООН).